# Pygoctenucha terminalis
Pygoctenucha terminalis là một loài bướm đêm thuộc phân họ Arctiinae, họ Erebidae.